# Lorenzo Sforza Cesarini
Lorenzo Sforza Cesarini, XXV Conte di Santa Fiora, VIII principe di Genzano, III duca Sforza Cesarini (Roma, 18 febbraio 1807 – Pinerolo, 16 luglio 1867), è stato un politico italiano.
Appartenente alla aristocrazia romana, fu uno dei primi senatori del nuovo Regno d'Italia nella VII legislatura.

## Biografia
Lorenzo Sforza Cesarini era il figlio illegittimo di Gertrude Conti, moglie di Francesco Sforza Cesarini, VI principe di Genzano, e del suo amante, presumibilmente il colonnello russo Carl Marshall. Al momento della nascita gli fu assegnato il nome di Filippo Montani.
La madre non apparteneva alla omonima e storica casata dei Conti, duchi di Poli e di Guadagnolo ma ad altra famiglia omonima: il padre di Gertrude, Alessandro era figlio di Fortunato Conti il cui fratello, Gioacchino (n. 1714 - m. 1761) era stato un celebre sopranista col nome di Gizziello; Fortunato e Gioacchino erano figli di un tal Marcantonio Conte (non Conti), originario di Arpino, sulle cui origini non si sa nulla, e della di lui moglie, tale Dorotea Merluzzi; fu grazie alla fortuna accumulata dallo zio Gioacchino, che Alessandro poté sollevarsi da una situazione di dignitosa modestia e permettere alla figlia l'accesso all'aristocrazia romana tramite il matrimonio con Francesco Sforza Cesarini.
Alla morte di Salvatore Sforza Cesarini, VII principe di Genzano, primogenito e legittimo figlio del principe Francesco, Lorenzo Montani pretese di succedergli nel titolo e nell'eredità degli Sforza Cesarini e per ciò ebbe una lunga contesa con il ricco banchiere emergente Marino Torlonia, marito di Anna, sorella legittima del principe Don Salvatore.
Nel contenzioso che ne nacque la Sacra Rota diede infine ragione a Lorenzo Sforza Cesarini in base al fatto che il figlio nato da una donna sposata e nella casa coniugale è da ritenersi figlio del marito: da questo momento egli assunse il nome di Don Lorenzo Sforza Cesarini.
Nel 1837 Lorenzo sposò la nobildonna inglese Caroline Shirley (1818-1897), figlia del Visconte Ferrers, e si stabilirono a Roma dove Lorenzo in onore della giovane moglie fece costruire i giardini del  palazzo avito di Genzano di Roma.
Lorenzo e la moglie aderirono subito agli ideali risorgimentali in favore dell'Unità d'Italia andando contro il loro stesso ambiente sociale. Quando nel 1860 l'imperatore dei francesi Napoleone III ritira le sue truppe da Roma Lorenzo è nominato commissario delle forze piemontesi a Rieti. Il 25 marzo 1860 è eletto alla Camera dei deputati. L'anno successivo, il 20 gennaio 1861, è nominato senatore a vita del Regno d'Italia.
Anche i due figli nati dal matrimonio con Shirley, Francesco e Bosio saranno convinti sostenitori del nuovo regno d'Italia tanto che i loro beni saranno confiscati dal governo pontificio e restituiti solo dopo l'ingresso a Roma nel 1871 di Vittorio Emanuele II accompagnato appunto dal duca Francesco in veste di consigliere del re.
Per questi meriti della famiglia il Presidente del Senato, Gabrio Casati, così si espresse in occasione della morte del senatore Lorenzo Sforza Cesarini:

## Titoli
- 3.º duca Sforza Cesarini, 8.º principe di Genzano
- Nobiltà indipendente